# Pieninki (polana)
Pieninki – kompleks polan zboczowych w Pieninach. Leży na wysokości 600–700 m n.p.m. w górnej części doliny Pod Ociemne, na północnych stokach Pieninek. Znajdują się na obszarze Pienińskiego Parku Narodowego, w granicach Krościenka nad Dunajcem w województwie małopolskim, w powiecie nowotarskim.
Polany stanowiły współwłasność kilku rodów góralskich z Krościenka. Porastała je bujna roślinność łąkowa. Podzielone były kępami drzew i poprzecinane pasmami leszczynowych zarośli na liczne enklawy. Nazwy poszczególnych części były urabiane od nazwisk ich właścicieli (np. Pykowe Pieninki – do 1964 r. stała na nich „Pykowa szopa”). Kiedyś zajmowały rozległy obszar, dziś znacznie ograniczony na skutek samorzutnego zarastania. W części są prewencyjnie koszone w celu zapobieżenia naturalnej sukcesji lasu.
Pieninki stanowiły niegdyś jeden z głównych rejonów występowania w Pieninach niepylaka apollo. Dziś motyl ten jest tu już – jak i w całych Pieninach – skrajną rzadkością na skutek zarastania polan i ubytku rośliny żywicielskiej jego gąsienic – rozchodnika wielkiego.
Górnym skrajem polan biegną znaki zielone szlaku turystycznego z Krościenka na Czertezik oraz znaki niebieskie szlaku ze Szczawnicy Sokolą Percią na Trzy Korony.